# Edmund Wąsik
Edmund Wąsik (ur. 27 września 1883 w Raszowej-Rokiczach, zm. 21 września 1946 w Katowicach) – kolejarz, polski działacz społeczny i związkowy, polityk, poseł na Sejm w II RP.

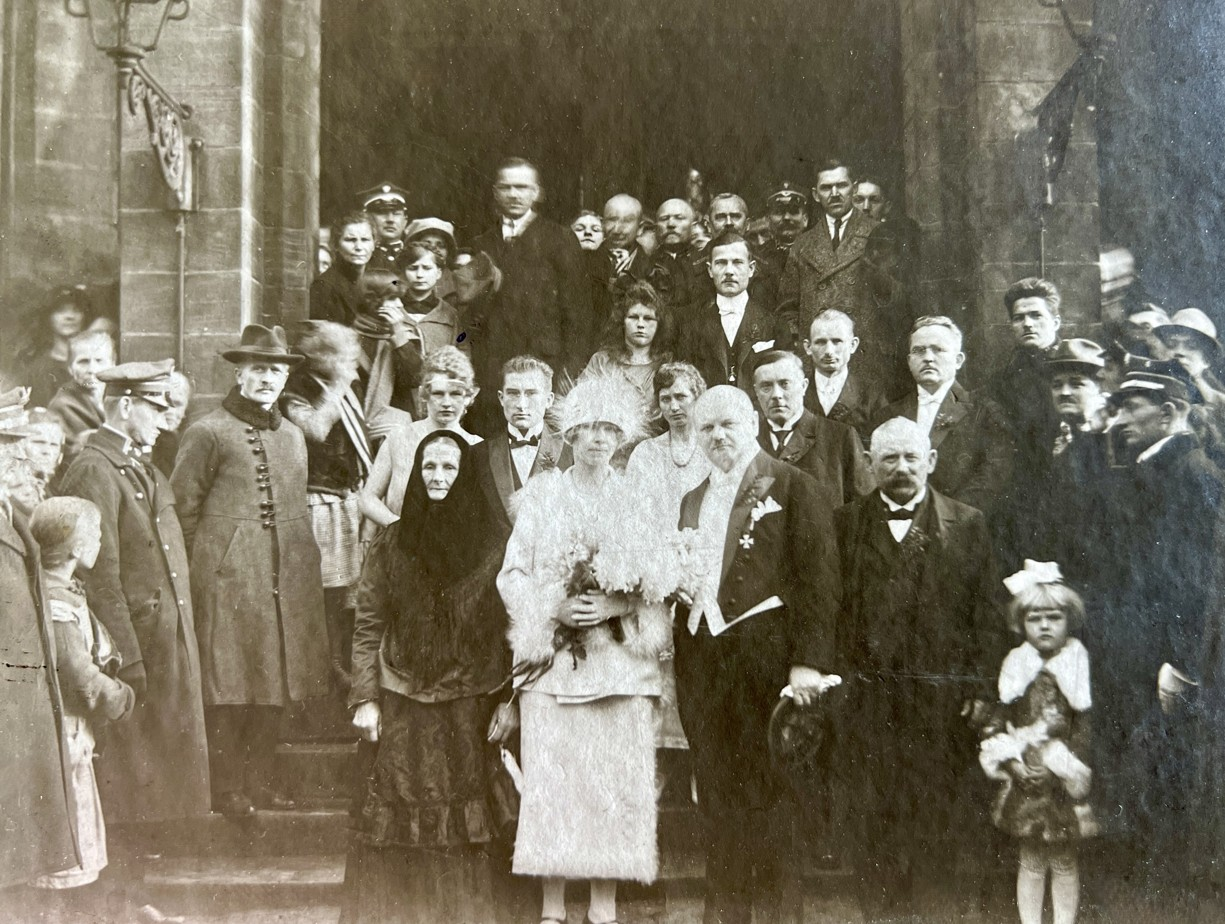
Edmund Wąsik w dniu ślubu z Heleną z Masłowskch Jewasińską oraz – na pierwszym planie – z jego rodzicami Edmundem i Katarzyną z Murłowskich, 24 listopada 1924.

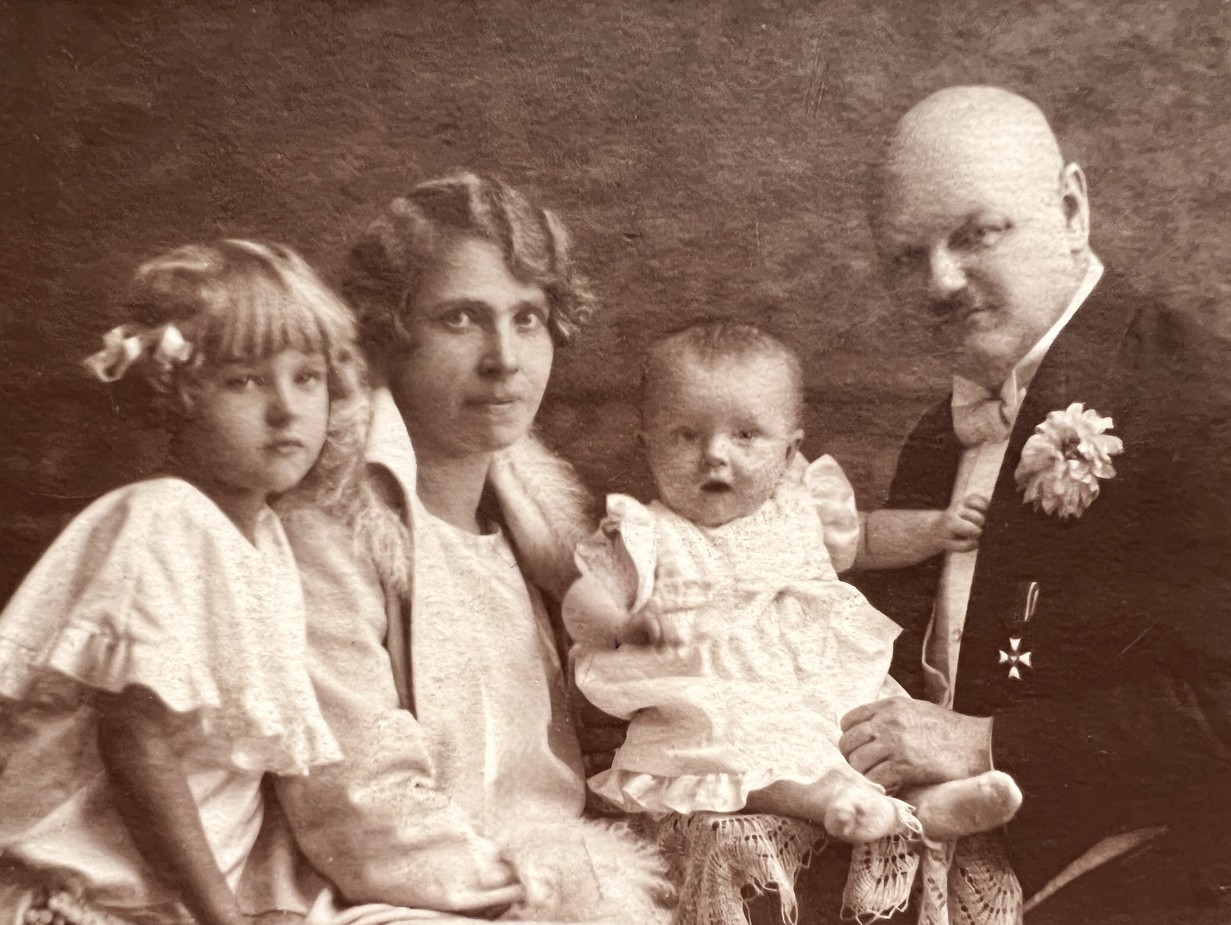
Od prawej Edmund Wąsik z córką Aleksandrą, żoną Heleną z Masłowskch Jewasińską i pasierbicą Bożeną Jewasińską – Katowice, 1925.

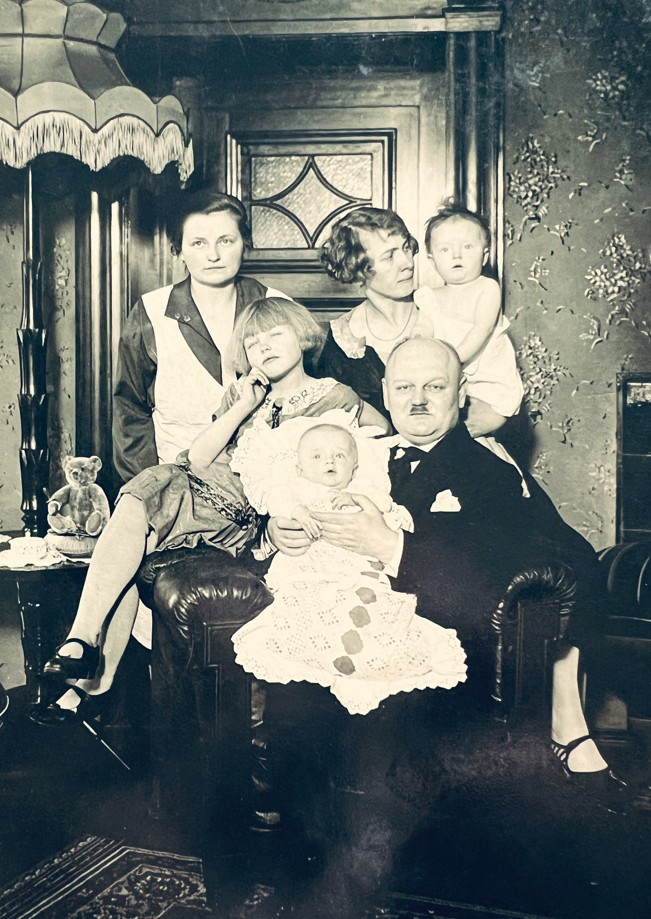
Od prawej Edmund Wąsik z synem Olgierdem i pasierbicą Bożeną Jewasińską (siedzą), na środku stoi żona Helena z Masłowskch Jewasińska z ich córką Aleksandrą – Katowice, 1926.

## Życiorys
Syn Edmunda i Katarzyny z Murłowskich, urodzony 27 września 1883 w Raszowej-Rokiczach. Ukończył gimnazjum w Bytomiu, gdzie też zdał maturę, a następnie szkołę kolejową we Wrocławiu. 
W 1917 został naczelnikiem stacji Gliwice-Towarowa, a także urzędnikiem nadzoru ruchu kolejowego. Po zakończeniu I wojny światowej został członkiem Polskiej Organizacji Wojskowej Górnego Śląska, a następnie okręgowym komendantem POW na kolei. W 1918 organizował związki zawodowe wśród kolejarzy na Górnym Śląsku, a od 1920 brał udział w ich przygotowywaniu do objęcia służby kolejowej, w przypadku wystąpienia kolejnego powstania. Przed wybuchem III powstania śląskiego współpracował z Grupą Destrukcyjną Wawelberga (Tadeusza Puszczyńskiego). Aktywnie uczestniczył w plebiscycie oraz w III powstaniu śląskim, podczas którego był czołową postacią tymczasowego kierownictwa kolejowego przy sztabie Grupy „Wschód” w Bielszowicach. 19 maja 1921 wszedł do składu trzyosobowej rady kolejowej. Po przyłączeniu części Górnego Śląska do Polski zajmował się organizowaniem nowych struktur dyrekcji PKP w Katowicach. 
W dwudziestoleciu międzywojennym pracował m.in. jako zawiadowca stacji, decernent oraz wicedyrektor Dyrekcji Okręgowej Kolei Państwowych w Katowicach. Ponadto zasiadał w polsko-niemieckim komitecie wagonowym w Bytomiu, gdzie pełnił funkcję przedstawiciela polskiego rządu. W 1935 został posłem IV kadencji (1935–1938) wybranym 62 019 głosami z okręgu nr 90 (powiaty: świętochłowicki, tarnogórski i lubliniecki). Był wieloletnim prezesem Związku Kolejarzy ZZP, a także współpracował ze Związkiem Peowiaków Śląskich, Związkiem Powstańców Śląskich oraz Stronnictwem Pracy. W kwietniu 1937 przeszedł na emeryturę z zachowaniem tytułu radcy ministerialnego.
Po wybuchu II wojny światowej, w 1941 pracował w zarządzie gminy w Będzinie, gdzie został aresztowany przez Gestapo i poddany brutalnemu śledztwu. Po przeszło rocznym pobycie w więzieniu został zwolniony ze względu na pogarszający się stan zdrowia i dzięki wstawiennictwu z zewnątrz. Do końca wojny pracował przymusowo na stanowisku pomocnika magazyniera w Fabryce Lamp Żarowych „Helios” w Zawodziu, dzielnicy Katowic. W roku 1945 powierzono mu współorganizowanie katowickiej dyrekcji PKP, gdzie następnie pełnił funkcję zastępcy dyrektora. Jednym z jego pomysłów było rozlepienie na elewacjach katowickich domów, plakatów z hasłem „Kolejarze, stawiajcie się do pracy!”. Był też prezesem rady nadzorczej kolejowej kasy oszczędności, konsumu kolejowego i innych jednostek kolejowych.
Zmarł 21 września 1946 w Katowicach.

## Życie prywatne
24 listopada 1924 ożenił się z Heleną z Masłowskch Jewasińską. Owocem ich związku byli: Aleksandra (ur. w 1925, znana pod pseudonimem artystycznym Aleksandra Śląska) i Olgierd (ur. 1926), ponadto miał pasierbicę Bożenę Jewasińską (ur. 1919). Po I wojnie światowej mieszkał w Katowicach, przy ul. Poniatowskiego 34.

## Ordery i odznaczenia
- Krzyż Niepodległości – 16 marca 1937 „za pracę w dziale odzyskania niepodległości"[10][4]
- Krzyż Kawalerski Orderu Odrodzenia Polski – 2 maja 1923 „za zasługi, położone około organizacji kolejnictwa polskiego na Górnym Śląsku”[11][7][3]
- Złoty Krzyż Zasługi[4][3]
- Krzyż na Śląskiej Wstędze Waleczności i Zasługi[1]
- Medal Dziesięciolecia Odzyskanej Niepodległości[3]
- Gwiazda Górnośląska[1]